# Batopora lagaaiji
Batopora lagaaiji är en mossdjursart som beskrevs av Hayward och Cook 1979. Batopora lagaaiji ingår i släktet Batopora och familjen Batoporidae. Inga underarter finns listade i Catalogue of Life.